# سيلولويد

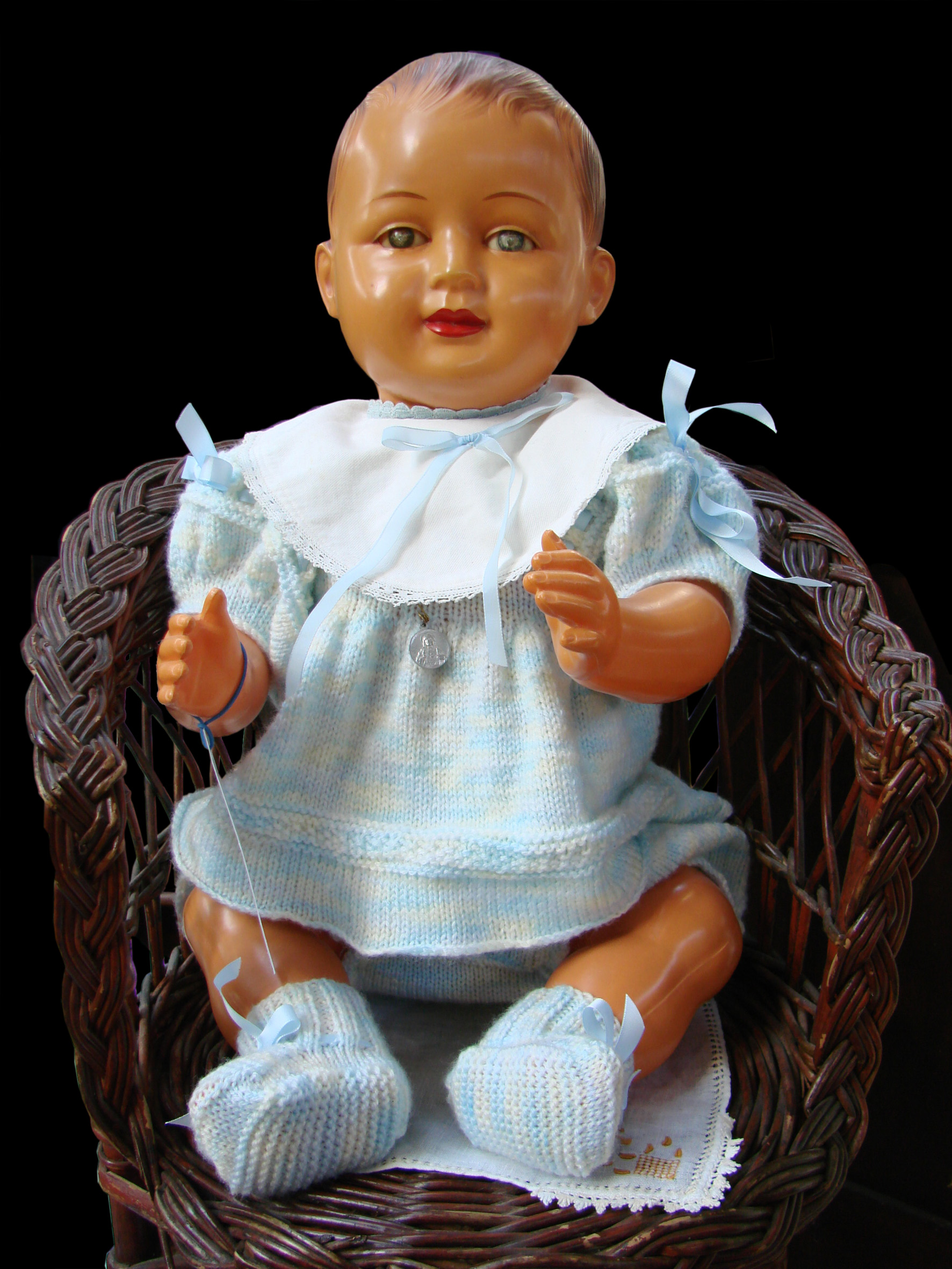
دمية مصنوعة من السيلولويد

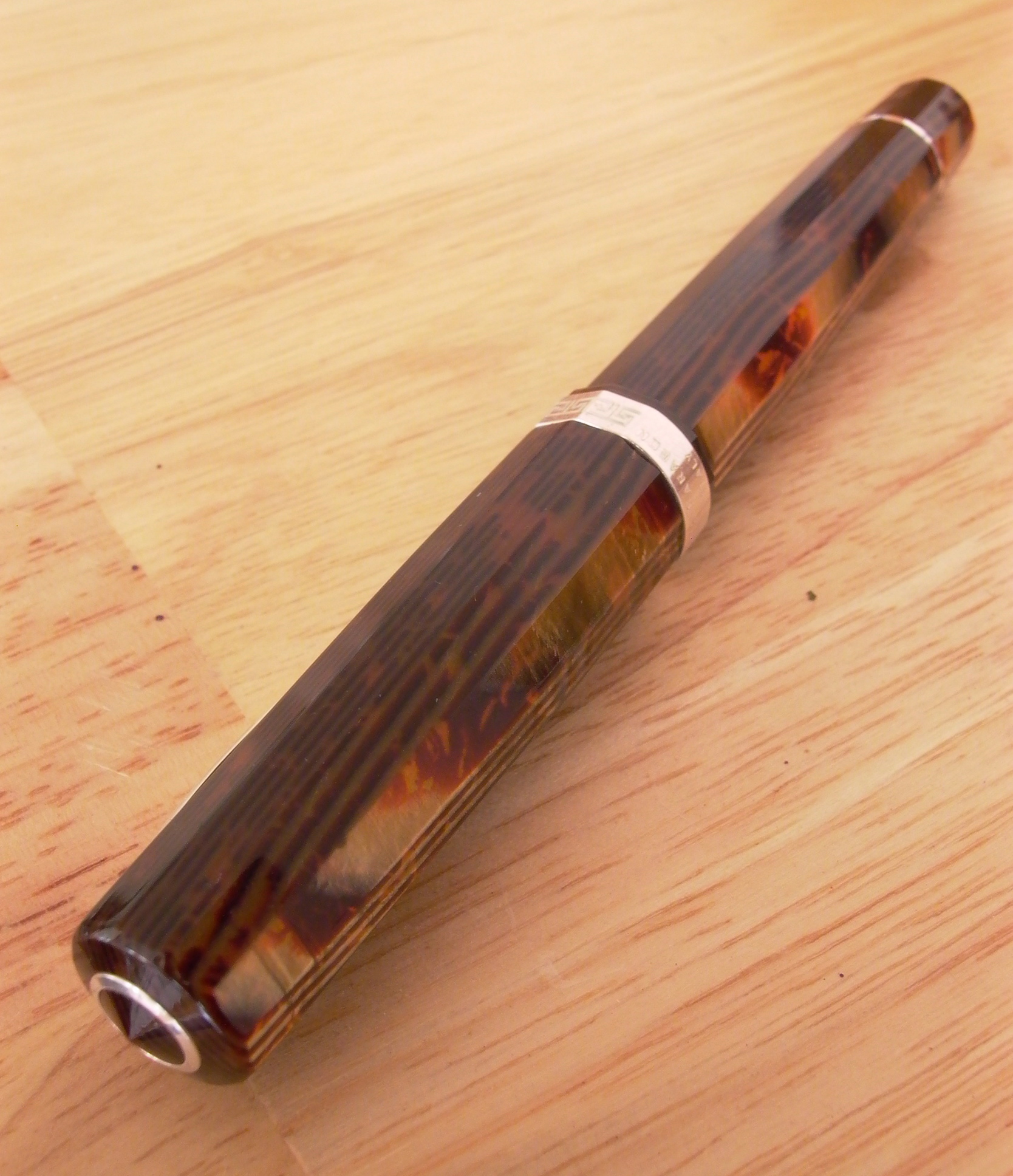
قلم حبر مصنوع من السيلولويد

السيلولويد هو اسم فئة من المركبات التي تم إنشاؤها من النيتروسليلوز والكافور، بالإضافة إلى الأصباغ وغيرها من العوامل. صنع لأول مرة في عام 1862 تحت اسم البركسين. ثم تحت اسم الزيلونيت في عام 1869، قبل أن تسجل بوصفها السيلولويد في عام 1870.
مركب السيلولويد سهل التشكيل، وقد استخدم لأول مرة على نطاق واسع بديلا عن العاج. وهو سريع الاشتعال كما أنه يتحلل بسهولة كبيرة. ولم يعد يستخدم على نطاق واسع في هذه الأيام. استخداماته الأكثر شيوعا اليوم هي في كرات تنس الطاولة وآلة الغيتار. كما أنه يستخدم بشكل محدود في صناعة الدمى، وإطارات الصور، وبعض أدوات المطبخ، بالإضافة إلى صناديق المجوهرات والإكسسوارات الرخيصة.

## التركيبة الكيميائية
السيلولويد يحتوي -في الغالب- على 70-80 جزء من النيتروسليلوز، منترنة بالنتروجين بنسبة 11%، بالإضافة إلى 30 جزءا من الكافور، و0-14 جزء من الأصباغ، مضافا إليها من جزء 1 إلى 5 أجزاء من الكحول الإيثيلي، كما يضاف إليها عوامل مساعدة في استقرار المواد، وغيرها من العوامل المساعدة في الحد من القابلية للاشتعال.